# Конювка
Коню́вка (с пол. — «Конювка») — село в Польше в гмине Чарны-Дунаец Новотаргского повета Малопольского воеводства.

## География
Село находится в 16 км от административного центра повета города Новы-Тарг и в 74 км от центра воеводства города Краков. Через село протекает река Чарны-Дунаец.

## История
Первые упоминания о селе относятся к 1604 году.
13 сентября 1944 года на территории современной Конювки разбился бомбардировщик Boeing B-17 Flying Fortress № 44-6412 817-го эскадрильи 483-й группы 15 армии ВВС США. Экипаж самолёта принимал участие в бомбардировке химической фабрики в Блаховне-Сьлёнской (сегодня часть города Кендзежин-Козле). Экипаж в составе лейтенанты Гуса Крошевски, Ричарда Ханслера, сержантов Гарольда Бима, Гордона Стембека и Алоиса Сухлинга были спрятаны отрядом Армии Крайовой «Лимба», который позднее передал американских лётчиков отряду АК под командованием майора Анджея Стобравы. Остальные члены экипажа лейтенанты Эверетт Робсон, Гарольд Сток, сержанты Альберт Ван Оостром, Филипп Нанси и Уильям Барри были захвачены немцами и отправлены в лагерь для военнопленных в Померании. В феврале 1945 года при приближении советских войск этот отряд попросил помощи у советского главнокомандования. В марте 1945 года находившиеся в польском отряде АК американские лётчики через Львов, Киев и Одессу и египетский Порт-Фуад были доставлены в Италию на американскую авиабазу в городе Стерпароне. В мае 1945 года находившиеся в лагере военнопленных были освобождены и отправлены в США.
С 1978 по 1995 года село входило в Новосонченское воеводство.

## Достопримечательности

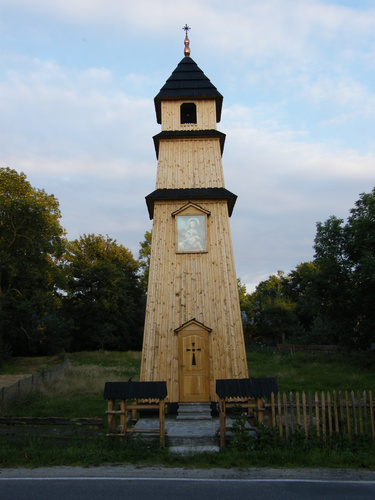
Звонница

- Деревянная звонница. В оригинальном состоянии на часовне была укреплена табличка с надписью на латинском языке «fulga frange» (гром гремит) и икона Пресвятой Девы, которые 10 мая 2008 года сгорели во время пожара. 19 октября 2008 года завершился ремонт звонницы и она в этот же день была заново освящена.